# 梅澤濱夫
梅澤 濱夫（うめざわ はまお、1914年10月1日 - 1986年12月25日）は、日本の医学者、細菌学者、文化勲章受章者。

## 人物
福井県小浜市生まれ。旧制武蔵高等学校を経て、東京帝国大学医学部卒業。卒業後、当時の東京帝国大学医学部細菌学教室、東京帝国大学付属伝染病研究所に勤務。1947年国立予防衛生研究所設立とともに初代抗生物質部長に就任。1954年以降は、東京大学応用微生物研究所教授（兼務）となる。
ペニシリンの国産化に尽力し、1956年、国産初の抗生物質カナマイシンを発見、精製。カナマイシンは、ストレプトマイシンの効きにくい耐性菌にも効果のある抗生物質として世界的に用いられた。当時の厚生大臣橋本龍伍の計らいにより、このカナマイシンの特許料を基金として、1959年財団法人微生物化学研究会を設立、理事長に就任。1962年には同財団付属の微生物化学研究所を開所し、研究所所長に就任した。
1940年代後半から40年以上にわたって抗生物質の研究で世界をリードし、稲のいもち病薬であるカスガマイシン、制ガン抗生物質ブレオマイシン、免疫促進物質ベスタチン等を含む、70種を超える抗菌抗生物質、40種を超える制ガン抗生物質、50種を超える酵素阻害物資、5種の免疫系に作用する物質を発見した。
1943年から1993年にかけて、1171編の欧文の論文および研究報告、96編の欧文の総説、141編の和文の総説、14編の欧文の書籍、12編の和文の書籍等を著し、広く学会にも貢献した（1986年の没後に出版されたものも含む）。また、多くの優秀な抗生物質研究者を指導、育成した。
朝日賞、日本学士院賞、パウル・エールリヒ賞などを受賞、文化勲章を受勲。国際化学療法学会 (International Society of Chemotherapy, ISC) は、同学会の最高位の賞として、博士の没年である1986年にハマオ・ウメザワ記念賞 (Hamao Umezawa Memorial Award) を制定した。
慶應義塾大学名誉教授で、有機化学、抗生物質の研究者の梅澤純夫は兄。慶應義塾大学理工学研究科基礎理工学専攻教授の梅澤一夫は長男。
微生物化学研究所により、世田谷区に梅澤濱夫記念館、目黒区に梅澤濱夫記念館 目黒（HUM）が建てられた。

## 略歴
- 1914年 - 医師梅澤純一（医学博士、元小浜病院院長、元札幌鉄道病院院長）の次男として福井県小浜市にて出生。“濱”夫の名は父親が小浜市赴任中に産まれたことに由来する。
- 1937年 - 東京帝国大学医学部卒業
- 1945年 - 東京大学　医学博士　論文の題は「ヘンリー氏マラリア血清反応に関する研究」[1]。
- 1947年 - 国立予防衛生研究所 抗生物質部長
- 1954年 - 東京大学応用微生物研究所教授
- 1959年 - 財団法人微生物化学研究会理事長
- 1962年 - 財団法人微生物化学研究会微生物化学研究所所長
- 1977年 - 東京大学名誉教授

## 受賞歴
- 1958年 - 朝日賞（抗生物質の研究、とくにカナマイシンの発見）[2]
- 1962年 - 日本学士院賞
- 1971年 - 藤原賞
- 1976年 - 高松宮妃癌研究基金学術賞
- 1980年 - パウル・エールリヒ&ルートヴィヒ・ダルムシュテッター賞
- 1981年 - レオポルド・グリフエル賞
- 1983年 - 国際化学療法学会賞 (ISC Award)

## 栄典
- 1961年 - レジオンドヌール勲章
- 1962年（昭和37年）- 文化勲章
- 1986年（昭和61年）- 贈勲一等瑞宝章、贈従三位（没時叙勲叙位）

## 主な著書
和文の編著作
- 梅澤濱夫 『ストレプトマイシン ―その他放射線状菌の作る抗菌性物質』 薬学新著2 薬事振興会、1948年
- 梅澤濱夫 『ペニシリンとストレプトマイシン』 中央公論社、1949年
- 梅澤濱夫、石山俊次 『ザルコマイシン』 医学書院、1955年
- 住木諭介、梅沢浜夫 編集担当、友田宣孝、坂口謹一郎、山田浩一、朝井勇宣 編 『抗生物質・医薬品』 微生物工学講座9 共立出版、1957年
- 梅沢浜夫 『抗生物質の話』 岩波新書 青版 472、岩波書店 1962年
- 梅沢浜夫 他編 『微生物のつくる生理活性ペプチド』 共立出版、1976年
- 梅沢浜夫、田中信男 編 『抗生物質研究の進歩 : あすの化学療法をめざして』 学会出版センター、1980年、ISBN 4-7622-4246-2
- 岡見吉郎、奈良高 編、有馬啓、梅沢浜夫、福井三郎、水野伝一 監修『医薬と微生物生産』（上）（下）学会出版センター 1982年、ISBN 4762253294、ISBN 4762253308
- 梅沢浜夫 『抗生物質を求めて』 文藝春秋、1987年、ISBN 416341990X
- 梅沢浜夫/梅沢一夫 編著 『よい菌わるい菌』 癌と化学療法社、1993年、ISBN 4-906225-25-X

英文の編著作
- Hamao Umezawa, Recent advances in chemistry and biochemistry of antibiotics: Microbial Chemistry Research Foundation, Tokyo, 1964
- Hamao Umezawa (editor-in-chief); Shinichi Kondo et al. (ed), Index of Antibiotics from Actinomycetes, Vol.I.: University of Tokyo Press, Tokyo, University of Park Press, Pennsylvania, 1967
- Hamao Umezawa, Enzyme Inhibitors of Microbial Origin: University of Tokyo Press, Tokyo, 1972
- S.K. Carter, T.Ichikawa, G. Mathe and H. Umezawa (ed), Fundamental and Clinical Studies of Bleomycin. Gann Monograph on Cancer Research XIX.: University of Tokyo Press, Tokyo, 1976
- Hamao Umezawa (editor-in-chief); Shinichi Kondo et al. (ed), Index of Antibiotics from Actinomycetes, Vol.II.: Japan Sic. Soc. Press, Tokyo, 1978
- Hamao Umezawa, Tomohisa Takita and Tetsuo Shiba (ed), Bioactive peptides produced by microorganisms: Kodansha Ltd., Tokyo, 1978
- S.K. Carter, S.T. Croke and H. Umezawa et al. (ed), Bleomycin. Current Status and New Developments: Academic Press, New York, 1978
- S.K. Carter, H. Umezawa et al. (ed), Recent Results in Cancer Reseearch, Vol.63. Antitumor Antibotics: Springer-Verlag, Berlin 1978
- H. Umezawa (ed), Small Molecular Immunomodifiers of Microbial Origin: Japan Sic. Soc. Press, Tokyo, Pregamon Press, Oxford, 1981
- H. Umezawa, A. L. Demain, T. Hata and C. R. Hutchinson (ed), Proceedings, An International Conference on Trends in Antibiotic Research, Genetics, Biosyntheses, Actions & New Substances: Japan Antibiotics Research Association, Tokyo, 1982
- H. Umezawa and I.R. Hooper (ed), Aminoglycoside antibiotics: Springer-Verlag, Berlin, 1982
- P. Kuemmerle, G.K. Daikos, J. Jeljaszewicz, K.H. Spitzy, and H. Umezawa (ed), Clinical Chemotherapy, Vol. 2 Antimicrobial Chemotherapy: Thieme-Stratton Inc., New York, 1993
- N. Katsumata, H. Umezawa and H. Holzer (ed), Proteinase Inhibitors. Medical and Biological Aspects: Japan Sic. Soc. Press, Tokyo, Springer-Verlag, Berlin, 1983
- Umezawa, H. et al (ed), Frontiers of antibiotic research: Academic Press, New York, 1986